# 太平記評判秘伝理尽鈔
『太平記評判秘伝理尽鈔』（たいへいきひょうばんひでんりじんしょう）は、江戸時代に広まった『太平記』の注釈書である。40巻。

## 成立
近世初期に日蓮宗の僧侶、大運院陽翁（1560-1622年？）がまとめたものとみられる。『太平記』の本文に沿って、奥義を伝授するもので、「伝」（本文にない異伝）と「評」（軍学、治世などの面から本文を論評した部分）から成る。
「武略之要術、治国之道」とされ、藩政を担う武士を対象に秘伝として伝えられた。写本が金沢藩（前田家）の尊経閣文庫や岡山藩の池田家文庫などに残っている。大運院陽翁が寺沢広高（唐津藩主）に伝授したという奥書のあるものが17世紀半ばに刊行され、広く普及した。
『理尽鈔』と同種の書も複数刊行された。『太平記大全』（1659年）は、『太平記』と『理尽鈔』の全文を収め、注釈と人物の略伝を補ったものである。

## 評価
水戸藩が『大日本史』編纂のためにまとめた『参考太平記』（1691年）は、『理尽鈔』の史料的価値を否定し、「論ずるに足りず」としている。明治以降の近代史学でもほとんど顧みられず、亀田純一郎は1931年の論文で「末節に拘泥し陳腐に流れ、読むに堪へないものが多い」と評している。
1980年代以降、文学研究者によって『太平記』受容史上の意義が指摘され、本書の研究が進んだ。若尾政希は安藤昌益研究を進める中で、昌益が『太平記大全』を読み、抜粋ノートを作成していたこと、昌益の思想に『理尽鈔』の影響が見られることを解明し、さらに『理尽鈔』が「近世の政治思想と民衆思想を解明するうえで重要である」と論じている。

## 翻刻
- 『太平記秘伝理尽鈔』東洋文庫（2002年 - ）

編者の今井正之助によれば、版本の内題は『太平記評判秘伝理尽鈔』であるが、写本の内題は必ずしも統一されていないものの『太平記秘伝理尽鈔』を基本形としているという。全10巻のうち、2020年までに5巻刊行。